# 人民路街道 (呼和浩特市)
人民路街道，是中华人民共和国内蒙古自治区呼和浩特市赛罕区下辖的一个乡镇级行政单位。

## 行政区划
人民路街道下辖以下地区：
健康社区、地北社区、支农社区、山丹社区、水文社区、仕奇社区、兴康社区、电力家园社区和富兴社区。